# Bierzwnik (powiat Choszczeński)
Bierzwnik is een plaats in het Poolse district  Choszczeński, woiwodschap West-Pommeren. De plaats maakt deel uit van de gemeente Bierzwnik en telt 1400 inwoners.

## Verkeer en vervoer
- Station Bierzwnik